# Yochanan Vollach
Yochanan Vollach, o Jochanan Wallach (in ebraico יוחנן וולך‎?, a volte scritto Jochanan Wallach o Yohanan Wallach; Kiryat Bialik, 14 maggio 1945), è un dirigente sportivo ed ex calciatore israeliano, di ruolo difensore, presidente del Maccabi Haifa.

## Carriera
Con la nazionale israeliana ha partecipato alla fase finale della Coppa del mondo 1970.
Fece il suo esordio internazionale con Israele il 23 aprile 1969 contro l'Austria. Il maggior successo fu la qualificazione della sua nazionale ai Mondiali 1970 in Messico.

## Palmarès

### Club

#### Competizioni nazionali
- Coppa d'Israele: 2

Hapoel Haifa: 1965-1966, 1973-1974
- Campionati israeliani: 2

Maccabi Haifa: 1983-1984, 1984-1985
- Supercoppa israeliana: 1

Maccabi Haifa : 1984-1985
- Liga Leumit l'Noar: 3

Maccabi Haifa : 1978-1979, 1983-1984, 1983-1984
- Coppa d'Israele l'Noar: 3

Maccabi Haifa : 1978-1979,
- Supercoppa israeliana l'Noar: 1

Maccabi Haifa : 1984-1985